# 格尔达·魏森施泰纳
格尔达·魏森施泰纳（德語：Gerda Weissensteiner，1969年1月3日—），意大利女子雪车和雪橇运动员。她曾代表意大利参加1988年、1992年、1994年、1998年冬季奥林匹克运动会雪橇比赛和2002年、2006年冬季奥林匹克运动会雪车比赛。